# Alissa Galliamova
Pour les articles homonymes, voir Alissa (homonymie).
Alissa Galliamova (en russe : Алиса Михайловна Галлямова, née le 18 janvier 1972 en Russie) est une joueuse d'échecs russe d'origine tatare. Elle détient les titres FIDE de grand maître international féminin et de maître international (mixte).

## Biographie et carrière
Alissa Galliamova est l'épouse du grand maître Vassili Ivantchouk, un des plus forts joueurs du monde.

### Championne du mone junior
En 1988 elle a remporté le championnat du monde d'échecs junior féminin. 

### Triple championne de Russie
En 1997, à Elista, puis en 2009 et 2010, à Moscou, Galliamova remporta le championnat féminin de Russie. Elle termina invaincue en 2009 avec 7,5/9 et une performance Elo de 2 709.

### Finaliste des championnats du monde (1999 et 2006)
En décembre 1997, elle remporta le tournoi des candidates au titre de championne du monde d'échecs à Groningue. Elle devait affronter Xie Jun, qui finit 2e, en août 1998, et le vainqueur aurait dû affronter Susan Polgar en novembre pour le titre de challenger du championnat du monde.
Cependant, Alissa Galliamova s'opposa tardivement à ce que le match se tienne en Chine, la patrie de sa rivale, et, bien que la Chine fut la seule candidate à l'organisation du match. Galliamova exigea que le match se tienne pour moitié à Kazan en Russie, mais les organisateurs russes ne furent pas à même de financer cette exigence. Galliamova ne s'étant pas présentée au match comme il était prévu, elle fut déclarée perdante par forfait. 
La Fédération internationale des échecs programma un match entre Xie Jun et Susan Polgar pour novembre 1998, mais Polgar ne put pas s'y soumettre en raison de sa grossesse. Après la naissance de son fils, en mars 1999, la FIDE tenta d'organiser à nouveau le match, mais Susan Polgar déclina à nouveau, arguant des contraintes de la maternité.
En dépit de ses efforts répétés, la FIDE considéra alors que Susan Polgar avait renoncé à son titre et que ce dernier était vacant. La FIDE décida de réintégrer Galliamova dans le cycle et organisa un match avec Xie Jun pour le titre. Cette fois-ci, le match eut bien lieu, pour moitié à Kazan, et pour l'autre à Shenyang en Chine en août 1999. Xie Jun remporte le match 8,5-6,5.
En mars 2006, Galliamova atteint à nouveau la finale du championnat du monde féminin, et elle est confrontée à Xu Yuhua. La Chinoise l'emporte 2,5-0,5.
Au 1er novembre 2010, elle est la 19e joueuse mondiale avec un classement Elo de 2 487 points.
| Année | Lieu(x)                 | Résultat                                                                   | Ultime adversaire                                                          | Adversaires battues                                                                  |
| ----- | ----------------------- | -------------------------------------------------------------------------- | -------------------------------------------------------------------------- | ------------------------------------------------------------------------------------ |
| 1990  | Bordjomi                | Troisième du tournoi des candidates avec 4 points sur 7.                   | Troisième du tournoi des candidates avec 4 points sur 7.                   | Troisième du tournoi des candidates avec 4 points sur 7.                             |
| 1991  | Subotica                | Neuvième du tournoi interzonal avec 7,5 points sur 13.                     | Neuvième du tournoi interzonal avec 7,5 points sur 13.                     | Neuvième du tournoi interzonal avec 7,5 points sur 13.                               |
| 1994  | Tilbourg                | Quatrième du tournoi des candidates avec 8 points sur 16.                  | Quatrième du tournoi des candidates avec 8 points sur 16.                  | Quatrième du tournoi des candidates avec 8 points sur 16.                            |
| 1997  | Groningue               | Vainqueur du tournoi des candidates avec 13,5 points sur 18.               | Vainqueur du tournoi des candidates avec 13,5 points sur 18.               | Vainqueur du tournoi des candidates avec 13,5 points sur 18.                         |
| 1999  | Kazan et Shenyang       | Challenger du championnat du monde, match perdu contre Xie Jun (6,5 à 8,5) | Challenger du championnat du monde, match perdu contre Xie Jun (6,5 à 8,5) | Challenger du championnat du monde, match perdu contre Xie Jun (6,5 à 8,5)           |
| 2000  | New Delhi               | troisième tour                                                             | Almira Skripchenko                                                         | Nataša Bojković                                                                      |
| 2001  | Moscou                  | troisième tour                                                             | Alexandra Kosteniouk                                                       | Wissam Toubai, Natalia Kisseliova                                                    |
| 2004  | Elista                  | deuxième tour                                                              | Maïa Lomineichvili                                                         | Dinara Khaziyeva                                                                     |
| 2006  | Iekaterinbourg, Russie  | Finaliste                                                                  | Xu Yuhua                                                                   | Maka Pourtseladzé Carolina Lujan Iweta Radziewicz Nino Khourtsidzé Viktorija Čmilytė |
| 2012  | Khanty-Mansiïsk, Russie | troisième tour                                                             | Marie Sebag                                                                | Ekaterina Kovalevskaïa Valentina Gounina                                             |
| 2015  | Sotchi                  | troisième tour                                                             | Humpy Koneru                                                               | Carolina Lujan, Tatiana Kosintseva                                                   |
| 2018  | Khanty-Mansiïsk         | troisième tour                                                             | Lei Tingjie                                                                | Guliskhan Nakhbayeva Nana Dzagnidzé                                                  |
| 2021  | Sotchi (coupe du monde) | troisième tour                                                             | Alina Kachlinskaïa                                                         | Hoang Thanh Trang                                                                    |